# Dioon spinulosum
Dioon spinulosum là một loài thực vật hạt trần trong họ Zamiaceae. Loài này được Dyer ex Eichl. mô tả khoa học đầu tiên năm 1883.